# Skælskør
Skælskør [skelˈskøˀɐ̯] anhörenⓘ ist eine Stadt in der Slagelse Kommune auf der dänischen Ostseeinsel Seeland. Am 1. Januar 2025 zählte der Ort 6304 Einwohner. Die Stadt befindet sich in der Region Sjælland und war der Verwaltungssitz der gleichnamigen Skælskør Kommune. Diese wurde im Rahmen der Kommunalreform am 1. Januar 2007 mit der „alten“ Slagelse Kommune, den Kommunen Hashøj und Korsør in die neue Slagelse Kommune integriert.
Zudem befindet sich die Brauerei Harboes Bryggeri in Skælskør.
Skælskør war Endpunkt der 1975 eingestellten Bahnstrecke Dalmose–Skælskør, auf der bis 2011 ein Museumsbetrieb stattfand. Die Strecke ist heute größtenteils ein Radweg. Das Bahnhofsgebäude von Skælskør ist noch erhalten.

## Söhne und Töchter der Stadt
- Laurids Pedersen Thura (1598–1655), Orientalist, Pädagoge und Pfarrer
- Conrad Christian Hornung (1801–1873), Klavierbauer, Gründer der Klavierfabrik Hornung & Mølle
- Gerhard Heilmann (1859–1946), Künstler und Naturkundler
- Urban Gad (1879–1947), Drehbuchautor und Regisseur
- Whigfield (* 1970), Popsängerin
- Pernille Rosenkrantz-Theil (* 1977), Politikerin

## Städtepartnerschaften
Es besteht eine Städtepartnerschaft mit Karlino in Polen.